# Karl Fischer von Treuenfeld
Karl Freiherr von Fischer- Treuenfeld (Flensburgo, 31 marzo 1885 – Allendorf, 7 giugno 1946) è stato un generale tedesco delle Waffen-SS, fu un comandante di brigata durante l'epoca nazista, durante l'invasione dell'Unione Sovietica comandò la 2. SS Infanterie-Brigade e la 1. SS Infanterie-Brigade con le quali venne coinvolto negli assassini di ebrei, comunisti e partigiani, in seguito ebbe il comando della 10. SS-Panzer-Division "Frundsberg", si suicidò nel 1946 mentre era in custodia degli statunitensi.

## Biografia
Treuenfeld venne arruolato nell'Esercito prussiano nel 1904. Studiò all'accademia della guerra fino al 1914, in seguito partecipò alla prima guerra mondiale. Venne trasferito allo stato maggiore generale nel dicembre 1915 e in seguito servì nello stato maggiore dell'armata di campo del generale Erich Ludendorff. Dopo la fine della guerra fu comandante delle unità della milizia nell'area di Amburgo. Nel 1922 venne presentato ad Adolf Hitler dal generale Ludendorff e organizzò la milizia per sostenere Hitler durante il Putsch della birreria di Monaco nel 1923. Nel 1929 le sue attività commerciali fallirono e lui ne dette la colpa agli ebrei, nella sua biografia affermò: "Come risultato, l'odio degli ebrei e dei massoni furono la causa del disastro economico.... e del fallimento delle mie attività commerciali". Nell'aprile 1939 si iscrisse nelle SS.
nel gennaio 1941 fu nominato comandante delle SS e della Polizia delle Waffen-SS nel Nord-Ovest e nell'Ovest, fino all'aprile 1941, quando gli fu affidato il comando della 2. SS Infanterie-Brigade, che venne formata nel maggio 1941 in vista dell'Operazione Barbarossa. Rimase comandante di tale unità fino al luglio 1942, quando prese il comando della 1. SS Infanterie-Brigade. Entrambe queste unità condussero operazioni di sicurezza nelle retrovie con l'uccisione degli ebrei e di altri gruppi etnici.
Treuenfeld continuò a comandare le SS e la Polizia delle Waffen-SS nel Nord-Est tra l'aprile e il dicembre 1941. Dal dicembre 1941 al settembre 1942 tenne la stessa carica nel Protettorato di Boemia e Moravia, e servì come vice del generale Reinhard Heydrich. Dopo l'assassinio di Heydrich nell'Operazione Anthropoid il 27 maggio 1942, i responsabili Jan Kubiš, Jozef Gabčík e gli altri furono traditi e intrappolati nella cripta della Cattedrale dei Santi Cirillo e Metodio a Praga. Treuenfeld ebbe il comando delle truppe che presero d'assalto la chiesa il 18 giugno 1942, solo per trovare gli intrappolati che si erano suicidati.
Delle differenze d'opinioni tra lui e la Gestapo causarono il suo trasferimento alla fine del 1942. Quando prese il comando delle Waffen-SS nella Russia del sud e in Ucraina dal febbraio al novembre 1943. Nel novembre 1943, promosso al grado di Gruppenführer (tenente generale), prese il comando della 10. SS-Panzer-Division "Frundsberg", ma venne rimosso dal comando dopo aver subito gravi ferite nella Battaglia di Tarnopol il 22 aprile 1944.
Dopo essersi ripreso divenne comandante delle SS nell'ufficio centrale del Befehlshaber delle Waffen-SS in Italia. Si suicidò il 7 giugno 1946 mente era prigioniero dell'esercito statunitense in un campo di prigionia ad Allendorf.